# 후지시마 가이지로
후지시마 가이지로(일본어: 藤島 亥治郎, 1899년 5월 1일 ~ 2002년 7월 15일)는 일본의 건축사가다.
1933년부터 종전 때까지 조선의 보물·고적·명승·천연기념물 보존회 위원으로 근무하면서 조선·한국의 건축에 관한 조사, 보존 활동을 계속했다. 전후에는 히라이즈미 유적 조사회를 만들어 모쓰지, 쥬손지를 정비하고, 나카센도 여인숙의 연구등을 실시했다. 또, 오사카 시텐노지 가람의 재건 계획을 수립했다.

## 연보
- 1899년 이와테현 모리오카시에서 태어남.
- 1920년 제육고등학교 졸업.
- 1923년 도쿄 제국대학 공학부 건축학과를 졸업함. 조선총독부 경성고등공업학교 조교수.
- 1924년 경성고등공업학교 교수로 승진하고, 조선총독부 기사를 겸임함.
- 1929년 도쿄 제국대학 조교수.
- 1933년 공학박사 학위를 받음. 도쿄제국대학 교수(1960년까지).
- 1950년 문부성 문화재 심의회 전문위원.(1980년까지)
- 1954년 히라이즈미 유적 조사회 대표
- 1960년 도쿄 대학 명예 교수.
- 1965년 시텐노지가람 복원으로 BCS 건축상.
- 1968년 일본 예술원은사상

## 저서
- 「조선건축사론」(일본어: 朝鮮建築史論) 『건축 잡지』530-536게재(1930)
- 『대만의 건축』(일본어: 台湾の建築)(1948)
- 『일본의 건축』(일본어: 日本の建築)(1958)
- 『히라이즈미 : 모쓰지와 관자재왕원의 연구』(일본어: 平泉 : 毛越寺と観自在王院の研究)(1961)
- 『고찰 재현』(일본어: 古寺再現)(1967)
- 『고사사의 여행』(일본어: 古社寺の旅)(1973)
- 『한의 건축 문화』(일본어: 韓の建築文化)(1976) - 2011년에 한국의 도서출판 곰시에서 《韓의 건축문화 - 나의 연구 60년》이라는 제목으로 번역 출판되었다. 역자는 서울대 건축학과 명예교수 이광노이다.
- 『부흥 시텐노지』(일본어: 復興四天王寺)(1981)
- 『히라이즈미 건축문화 연구』(일본어: 平泉建築文化研究)(1995)

## 같이 보기
- 이토 주타
- 세키노 다다시
- 오타 히로타로
- 이나가키 에이조
- 후지이 게이스케